# Trofonio

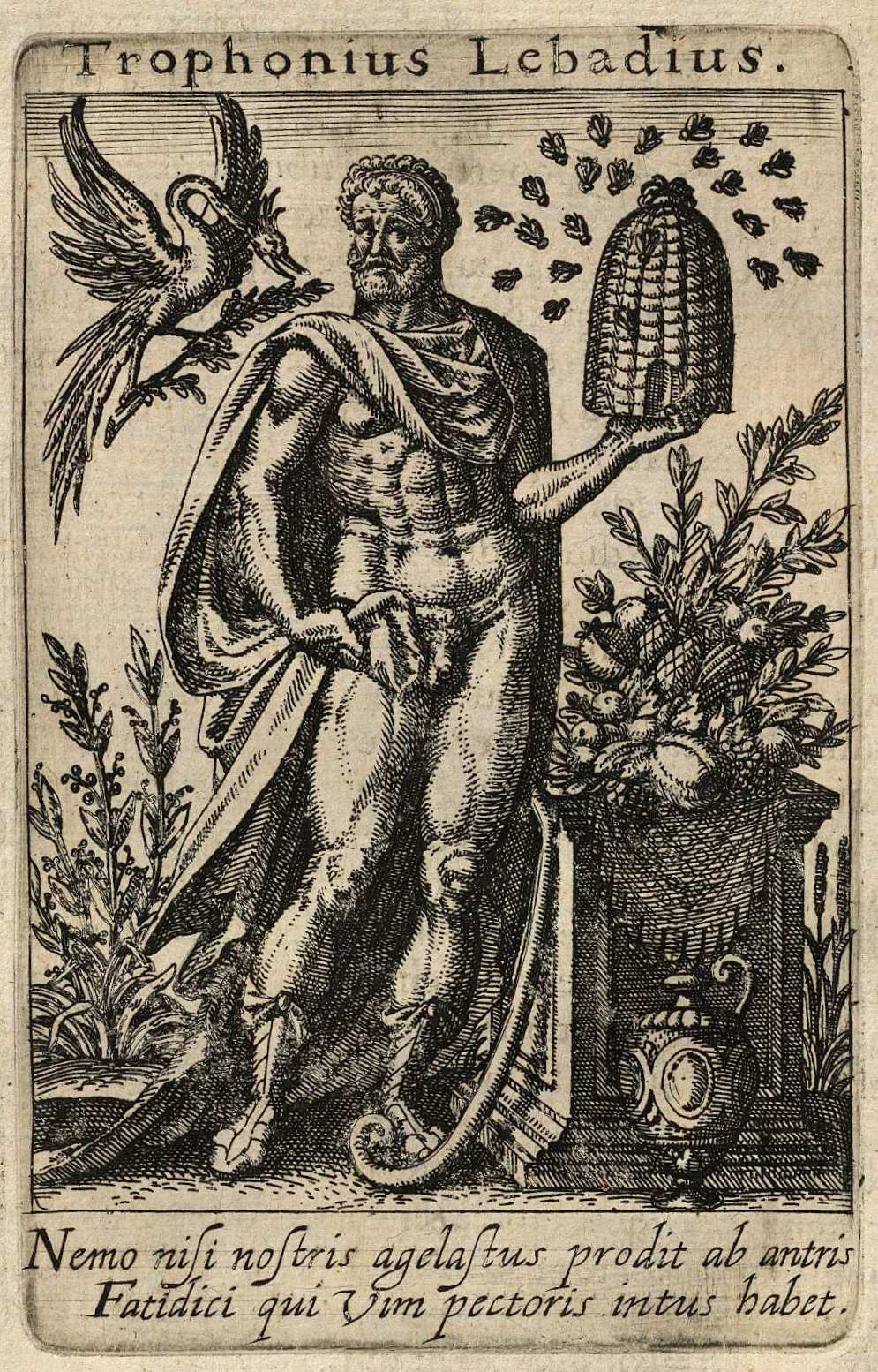
Trofonio, grabado en cobre de Johann Theodor de Bry para el Tractatus posthumus de divinatione & magicis præstigiis de Jean-Jacques Boissard, Oppenheim, 1615. Biblioteca Nacional de España.

En la mitología griega, Trofonio (en griego antiguo Τροφώνιος Trophónios) era un héroe o demon o dios —nunca se supo cuál con certeza— con una tradición mitológica muy rica y un culto oracular en Lebadea (Beocia).

## Etimología y cultos paralelos
El nombre procede etimológicamente de trepho, ‘alimentar’. Estrabón y varias inscripciones se refieren a él como Zeus Trephonios. Se conocen algunos Zeus ctónicos más con títulos parecidos en el mundo griego, incluyendo a Zeus Meiliquios (Μειλιχιoς Meilikhios, ‘meloso’ o ‘amable’), y Zeus Ctonio (Χθονιο Khthonio, ‘de la tierra’, ‘subterráneo’).
También se encuentran construcciones parecidas en el mundo romano: por ejemplo, un altar en Lavinium, en el Lacio, estaba dedicado a Eneas bajo el título de Iuppiter Indiges (‘Júpiter en la tierra’).

## Trofonio en la mitología
En la mitología griega, Trofonio era hijo de Ergino de Orcómeno pero otros dicen que Apolo había seducido a Epicasta, la madre de Trofonio. Según el himno homérico a Apolo, Trofonio construyó el templo de Apolo en el oráculo de Delfos con su hermano, Agamedes. Cuando terminaron, el oráculo dijo a los hermanos que hiciesen absolutamente todo lo que desearan durante seis días y, al séptimo, su mayor deseo les sería concedido. Así hicieron y fueron hallados muertos al séptimo día. El dicho «aquellos a los que aman los dioses mueren jóvenes» procede de esta historia.
Alternativamente, según Pausanias construyeron una cámara del tesoro (con una entrada secreta que sólo ellos conocían) para el rey Hirieo de Beocia. Usando la entrada secreta, robaron la fortuna de Hirieo. Este sabía lo que pasaba pero no quién era el ladrón, por lo que preparó una trampa. Agamedes quedó atrapado en ella, y Trofonio le cortó la cabeza y se la llevó para que Hirieo no supiera de quién era el cuerpo que había caído en la trampa. Trofonio huyó entonces a la cueva de Lebadea, y desapareció para siempre.
La cueva de Trofonio no volvió a ser descubierta hasta que los lebadeanos sufrieron una plaga y consultaron al oráculo délfico. La pitia les informó que un héroe sin nombre estaba enfadado por haber sido ignorado, y que debían encontrar su tumba y ofrecerle adoración de inmediato. A esto siguieron varias búsquedas sin éxito, y la plaga prosiguió incólume hasta que un pastorcillo siguió un rastro de abejas hasta un agujero en el suelo. En lugar de miel, halló un daimon, y Lebadea se libró de la plaga al mismo tiempo que ganaba un oráculo popular.
Juto consultaba a Trofonio en la obra Ion de Eurípides de camino a Delfos.
Apolonio de Tiana, un legendario sabio y profeta de la Antigüedad tardía, visitó una vez el altar y halló que, en lo referente a la filosofía, Trofonio era un defensor de las sensatas doctrinas pitagóricas.
De Genio Socratis de Plutarco relata un elaborado sueño premonitorio sobre el cosmos y la otra vida que fue supuestamente recibido en el oráculo de Trofonio.
Hercina, hija de Trofonio, estableció el culto a la Deméter Erinis en Lebadea y le puso su nombre, Hercina. Se burlan de la impulsiva y entusiasta turia por el rapto de Core. Pero la verdad es que ella hace la guerra a todos los pueblos y, como un portador de espada, los mata. Si la llaman «portadora de espada» es porque en Beocia Deméter está establecida sosteniendo una espada.

## Trofonio en el culto
En su relato de Beocia, Pausanias cuenta muchos detalles sobre el culto a Trofonio. Quien quisiera consultar el oráculo debía vivir en una casa al efecto durante unos días, bañarse en el río Hercina y comer sólo carne procedente de sacrificios. Entonces debía realizar, de día, un sacrificio a una serie de dioses, incluyendo a Crono, Apolo, el rey Zeus, Hera la auriga, y Deméter-Europa. De noche, debía realizar el sacrificio de un animal negro en un pozo consagrado a Agamedes, beber de dos ríos llamados Lete y Mnemósine, y descender entonces a una cueva. Aquí la mayoría de los consultantes estaban mortalmente asustados, y olvidaban toda la experiencia en cuando volvían a subir.
Después el consultante debía sentarse en una silla de Mnemósine, donde los sacerdotes del templo interpretaban sus desvaríos y componían un oráculo a partir de ellos.

## Trofonio en la tradición clásica
«Descender a la cueva de Trofonio» se convirtió en una frase hecha para decir que alguien había sufrido un susto de muerte: a este dicho se alude en Las nubes de Aristófanes.
Varios filósofos clásicos, incluyendo a Heráclides Póntico, escribieron comentarios sobre el culto a Trofonio que desgraciadamente se han perdido.
Trofonio ha sido de interés para los investigadores clásicos porque los ríos de Lete y Mnemósine guardan gran paralelismo con el mito de Er del final de La República de Platón, con una serie de inscripciones funerarias órficas en hojas de oro, y con varios pasajes sobre la memoria y el olvido en la Teogonía de Hesíodo.
| Predecesor: Ergino | Reyes de Orcómeno | Sucesor: Ascálafo y Yálmeno |